# Microbicide
Un microbicide  est un produit qui tue les microbes. Dans la mesure où ils sont efficaces contre les virus, ils réduisent leur infectiosité en endommageant l'acide nucléique ou les protéines de leur surface.
Dans de nombreuses formulations tels que les peintures, les vernis, les détergents, les shampooings et les produits cosmétiques, les microbicides sont généralement utilisés comme conservateurs antimicrobiens afin d'assurer une longue durée de vie et la bonne qualité des produits.
Selon leur spectre d'action, on distingue :
- Virucide contre les virus ;
- Bactéricide contre les bactéries, avec le cas particulier de la tuberkulocide (contre la tuberculose, causant des germes) ;
- Fongicides contre les champignons ;
- Algicides contre les algues.

Les microbicide vont de pair avec les microbiostatiques et appartiennent à la famille des antimicrobiens et forment un sous-groupe des biocides.